# Capra sibirica
Lo stambecco siberiano (Capra sibirica (Pallas, 1776)) è una specie di stambecco diffusa in Asia centrale e settentrionale.

Fino a non molto tempo fa, veniva considerata una sottospecie dello stambecco alpino (Capra ibex), ma studi recenti hanno fatto emergere differenze tali da elevare questi animali (così come lo stambecco nubiano (Capra nubiana) al rango di specie a sé stante.

## Descrizione
Le dimensioni ed il peso variano anche di molto non solo a seconda del sesso, ma anche da individuo a individuo; l'altezza oscilla fra i 65 ed i 110 cm, mentre il peso va dai 30 ai 130 kg.
Il colore del pelo è marrone chiaro, che con l'età, specialmente nei maschi, tende a scurirsi sempre più e ad incanutirsi.

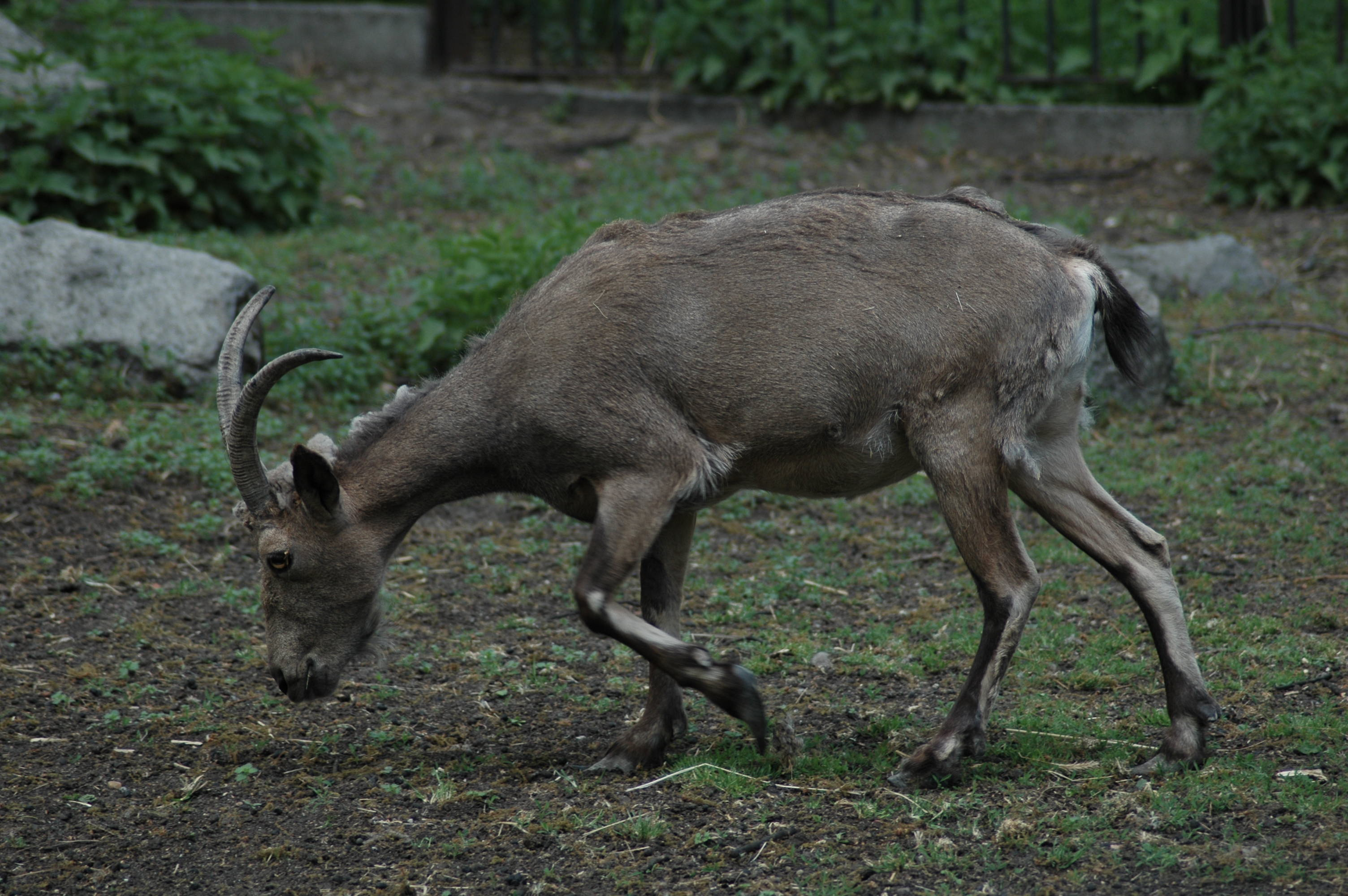
femmina di stambecco siberiano

Sia la "barbetta" che le corna sono presenti in entrambi i sessi; tuttavia, nei maschi le corna crescono fino ad oltre 130 cm, mentre nelle femmine di norma non oltrepassano i 20 cm e sono solo poco incurvate.

## Biologia

### Comportamento
Questi animali tendono a vivere ad alte quote, spesso ai limiti della linea di vegetazione; tuttavia, in inverno scendono a quote più basse alla ricerca di cibo; se necessario, scavano la neve ed il ghiaccio per scovare eventuali muschi o licheni nascosti dal manto nevoso.
Nonostante l'habitat impervio che colonizzano, devono stare costantemente in guardia dai predatori, quali lupi, orsi e leopardi delle nevi.

### Riproduzione
I maschi tendono a raccogliere harem attorno a sé; la grandezza dell'harem è direttamente proporzionale alla forza ed all'aggressività del maschio dominante.
Le femmine hanno una gestazione di 5/6 mesi, al termine dei quali mettono al mondo un unico cucciolo (a volte anche due o tre), che diviene sessualmente maturo attorno ai 2 anni d'età.
L'aspettativa di vita di questi animali è di oltre 16 anni.

## Distribuzione e habitat
È diffuso in Afghanistan, Pakistan, Kazakistan, Kirghizistan, Cina, India, Mongolia e Russia, dove predilige gli habitat prativi a quote piuttosto elevate.